# Matías Médici
Matías Médici (29 de junio de 1975, Ramos Mejía, Buenos Aires), es un ex ciclista profesional argentino de ruta y pista.
Representó a su país en los Juegos Olímpicos de Pekín 2008.
Especialista en contrarreloj, ha sido campeón argentino en 3 oportunidades. En la misma modalidad también ha obtenido medallas en los Juegos Sudamericanos y Panamericanos.
La mayor parte de su carrera deportiva la realizó en Uruguay y Brasil, logrando victorias en carreras por etapas como Rutas de América (2004 y 2005), Tour de Santa Catarina (2004) y la Vuelta a Río de Janeiro (2007).
El 25 de febrero de 2012, un control antidopaje realizado mientras competía en Rutas de América, le arrojó positivo por EPO. Médici finalizó 3º en la carrera, pero el resultado del examen se conoció a fines de mayo, cuando además, ya se había coronado campeón panamericano de contrarreloj en marzo. Fue suspendido por 2 años (hasta el 5 de junio de 2014) y anulados sus resultados desde el 21 de febrero de 2012.

## Palmarés
2003
- 3.º en el Campeonato de Argentina de Ciclismo Contrarreloj
- 2 etapas de la Vuelta Ciclista del Uruguay

2004
- 3.º en el Campeonato de Argentina de Ciclismo Contrarreloj
- Rutas de América, más 1 etapa
- 2 etapas de la Vuelta Ciclista del Uruguay
- Tour de Santa Catarina, más 2 etapas

2005
- Rutas de América, más 1 etapa
- 1 etapa de la Vuelta de Porto Alegre
- Prólogo del Tour de Santa Catarina

2006
- Campeonato de Argentina de Ciclismo Contrarreloj
- 1 etapa de la Vuelta del Estado de San Pablo
- Prólogo de la Vuelta a Chile
- 1.º Juegos Sudamericanos Contrarreloj

2007
- Vuelta de Río de Janeiro, más 1 etapa
- 2.º en los Juegos Panamericanos Contrarreloj Individual
- 1 etapa del Tour de Santa Catarina

2008
- 1 etapa de la Vuelta Ciclista del Uruguay
- Campeonato de Argentina de Ciclismo Contrarreloj
- 2.º en el Campeonato Panamericano de Ciclismo en Ruta Contrarreloj Individual

2009
- 2.º en el Campeonato de Argentina de Ciclismo Contrarreloj
- 3.º en el Campeonato Panamericano de Ciclismo en Ruta, Contrarreloj Individual
- Ganó la general en las 500 Millas del Norte Uruguay.

2010
- 2.º en los Juegos Sudamericanos
- Campeonato de Argentina de Ciclismo Contrarreloj
- 1 etapa de la Vuelta de Paraná

2011
- 2.º en el Campeonato de Argentina de Ciclismo Contrarreloj
- 2.º en los Juegos Panamericanos

2015
- 2.º en el Campeonato de Argentina de Ciclismo Contrarreloj

2017
- 1.º en la Ruta de América 2017